# Aula Carolina
Aula Carolina je bývalý kostel svaté Kateřiny kláštera augustiniánů kanovníků, který se nachází na jižním konci Pontstraße v centru Cách. Nyní patří gymnáziu císaře Karla.
Budova byla poprvé zmíněna v 13. století. Kolem roku 1275 přišli augustiniáni z Maastrichtu do Cách, kde jim dali stávající zchátralou kapli spolu s malým domem. Přestavěli kapli na kostel. Kromě toho získali další přilehlé pozemky pro klášter. Karel IV. při příležitosti korunovace na krále Svaté říše římské v roce 1351 dal postavit klášter.
Základní kamen současné budovy byl položen 11. května 1663, několik let po velkém požáru v Cáchách v roce 1656. Během pozdější francouzské okupace od roku 1794 do roku 1814 proběhla sekularizace a kostel a klášterní budovy byly užity pro jiné účely. Od roku 1804 do roku 1903 byl klášter školou pro královské gymnázium v Cáchách, které bylo přejmenováno v roce 1888 na Kaiser-Karls-Gymnasium. Během druhé světové války byla aula masivně poničena a v roce 1980 opět kompletně postavena podle starého modelu, ale pro nové účely a jako historická památka.
Aula má plochu 570 m² a slouží pro výuku a sportovní akce; navíc je také používána pro klasické koncerty, plesy, přednášky, divadelní představení, čtení a výstavy.